# Microregione di Araçatuba
Andradina è una microregione dello Stato di San Paolo in Brasile, appartenente alla mesoregione di Araçatuba.

## Comuni
Comprende 7 municipi:
- Araçatuba
- Bento de Abreu
- Guararapes
- Lavínia
- Rubiácea
- Santo Antônio do Aracanguá
- Valparaíso